# Selección de béisbol de Argentina
La selección de Béisbol de Argentina es un seleccionado de béisbol de Argentina. El equipo representa a Argentina en competiciones nacionales e internacionales. Ganaron el americano que se celebró en Villa Belgrano. En el año 2010 jugaron los Juegos Americanos de 2010 en Medellín, Colombia, donde le ganaron a las Antillas Neerlandesas por 8-6.
El equipo argentino "los gauchos" tal como se les conoce han logrado quedar campeones del Campeonato Americano de Béisbol en las ediciones 1959, 2004, 2011, 2012, 2013, 2016, 2018 y 2024. Sobre la base de sus resultados es una de las 4 selecciones más exitosas del continente. Participó en los Juegos Panamericanos de 1951 en su condición de país local.

## Béisbol
| Competición                              | Títulos                                    | Subcampeonatos          |
| ---------------------------------------- | ------------------------------------------ | ----------------------- |
| Campeonato Sudamericano de Béisbol (7/4) | 1959, 2004, 2011, 2012, 2013, 2016 y 2018. | 1968, 1970, 2016, 2022. |